# Wenn der letzte Schatten fällt
Wenn der letzte Schatten fällt è il terzo album in studio del gruppo musicale austriaco L'Âme Immortelle, pubblicato nel 1999.

## Tracce
1. Wenn der letzte Schatten fällt – 3:17
2. Gefallen – 4:25
3. Changes – 4:52
4. Another Day – 3:32
5. Ich gab Dir alles – 4:34
6. Tears in the Rain – 4:10
7. Stern – 5:10
8. Close Your Eyes – 5:18
9. At the End – 5:08
10. In the Heart of Europe (zK remix) – 5:32

Tracce bonus
1. Changes (live) – 4:41
2. Stern (live) – 5:28
3. Gefallen (Samsas Traum remix) – 4:11